# Batalla de Badr
La batalla de Badr (en árabe غزوة بدر), que tuvo lugar el 13 de marzo de 624 (el 17 de ramadán del año 2 después de la Hégira en el calendario musulmán) en la región de Hiyaz en Arabia occidental (actual Arabia Saudita), fue una batalla clave en los primeros tiempos del Islam y un punto de inflexión en la lucha de Mahoma contra sus oponentes de la tribu Quraysh de La Meca. En la historia islámica, la batalla se ha transmitido como una victoria decisiva atribuible a la intervención divina o, por fuentes seculares, al genio de Mahoma. Es una de las pocas batallas mencionadas específicamente en el Corán. La mayor parte del conocimiento actual sobre la misma proviene de relatos tradicionales islámicos, tanto hadices como biografías de Mahoma, algunos escritos después de la batalla.
Antes de la batalla, los musulmanes y los mequíes habían librado ya varias escaramuzas a finales de 623 y principios de 624, a medida que las razias se hacían más frecuentes. Sin embargo, Badr fue el primer enfrentamiento a gran escala entre las dos fuerzas. Avanzando hacia una posición defensiva, los hombres de Mahoma consiguieron romper las líneas mequíes, matando a varios de los líderes qurayshíes más importantes, entre ellos Amr ibn Hisham, el principal adversario de Mahoma.
Para los primeros musulmanes, la batalla fue la primera señal de que podían derrotar a sus enemigos de La Meca. Esta, en esos momentos, era una de las ciudades más ricas y poderosas de Arabia, con un ejército tres veces mayor que el de los musulmanes. La victoria musulmana también hizo ver a otras tribus que había surgido un nuevo poder y fortaleció la posición de Mahoma como líder de la comunidad de Medina, a menudo fragmentada.
|  |

## Antecedentes
En el momento de la batalla, Arabia estaba escasamente poblada por diversos pueblos de habla árabe. Algunos eran beduinos, pastores nómadas organizados en tribus, y otros eran campesinos que vivían ya sea en los oasis del norte o en las zonas del sur (las actuales Yemen y Omán), más fértiles y pobladas. La mayoría de los árabes eran seguidores de numerosas religiones politeístas, pero había tribus que seguían el judaísmo, el cristianismo (incluido el nestorianismo) y el zoroastrismo.
Mahoma nació en La Meca alrededor de 570 dentro del clan de los Banu Hashim de la tribu de los Quraysh. En torno a los 40 años dijo haber experimentado una revelación divina mientras estaba meditando en una cueva a las afueras de La Meca y empezó a predicar a sus parientes, primero en privado y luego públicamente. Respondieron a su predicación tanto los seguidores atraídos como los contrariados. Durante este periodo, Mahoma fue protegido por su tío Abu Tálib y tras la muerte de este, acaecida en 619, la dirección de los Banu Háshim pasó a uno de los enemigos de Mahoma, Amr ibn Hisham, que le retiró su protección e intensificó la persecución de la comunidad musulmana. El odio que muchos musulmanes tienen hacia Hisham se puede observar en su apodo, Abu Yahl (padre de la ignorancia), que es como la mayoría de los musulmanes le conocen hoy en día.
En 622, en medio de diversos actos de violencia abierta contra los musulmanes por parte de los Qurayshi, Mahoma y muchos de sus seguidores emigraron a la vecina ciudad de Medina. Esta migración es llamada Hégira y marcó el comienzo del liderazgo de Mahoma, tanto político como religioso.

## La batalla

Mapa de la campaña de Badr.

En la primavera de 624, Mahoma recibió el aviso por parte de sus fuentes de inteligencia de que una caravana, al mando de Abu Sufyán y custodiada por entre treinta y cuarenta hombres, viajaba desde Siria de vuelta a La Meca. Abu Sufyán envió un mensaje a través de Damdam, con el temor de ser atacado por los musulmanes, para advertir a La Meca y conseguir refuerzos. Debido a que la caravana transportaba gran cantidad de riquezas, los Qurayshíes respondieron a la llamada y un ejército de 900-1000 hombres fue enviado para su protección.

### La marcha a Badr
Cuando Mahoma tuvo noticias del ejército de La Meca, dirigió su propio ejército y se llevó muchos de sus principales lugartenientes como Abu Bakr, Úmar, Ali, Hamza, Musab ibn Umair, Zubayr ibn al-Awam, Ammar ibn Yasir y Abu Dharr al-Ghifari. Asimismo, también llevaron setenta camellos y dos caballos, lo que significa que o bien tenían que caminar o bien montar tres o cuatro hombres por cada camello. Sin embargo, muchas de las primeras fuentes musulmanas indican que no se esperaba una lucha seria, y el futuro califa Uthmán Ibn Affán se quedó atrás para cuidar de su esposa enferma Ruqayyah, la hija del Profeta. Salmán el Persa tampoco pudo sumarse a la batalla ya que todavía no era un hombre libre.
Muchos de los nobles Qurayshíes, incluyendo Amr Ibn Hisham, Walid ibn Utba, Shaiba y Umayah Ibn Khalaf, se unieron al ejército de La Meca. Sus motivos eran varios: algunos fueron a proteger sus intereses financieros en la caravana, otros querían vengar a Ibn al-Hadrami, el guardia asesinado en Nakhlah, y unos pocos quisieron tomar parte en la que se esperaba sería una victoria fácil contra los musulmanes. Amr Ibn Hisham describe como vergüenza al menos un noble, Umayah Ibn Khalaf, al unirse a la expedición.
En ese momento, el ejército de Mahoma se fue acercando a las fuentes donde planeaba asaltar la caravana, a lo largo de la ruta comercial de Siria, donde era de esperar que la caravana se detuviera o donde el ejército mecano iría para su protección. Sin embargo, varios exploradores musulmanes fueron descubiertos por gentes de la caravana y Abu Sufyán dio un giro precipitado hacia Yanbu.

### El plan musulmán
Cuando la noticia sobre la salida del ejército mecano llegó a oídos de los musulmanes, Mahoma convocó un consejo de guerra, ya que todavía había tiempo para retroceder y porque muchos de los combatientes eran conversos recientes (llamados ansar o ayudantes para distinguirlos de los musulmanes qurayshíes) que se habían comprometido solo para defender Medina y bajo los términos de la constitución de Medina habrían podido negarse a luchar, abandonando el ejército. Sin embargo, según la tradición, se comprometieron a luchar, llegando a declarar Ubada bin Sad que "si [Mahoma] nos ordena ahogar nuestros caballos en el mar, lo haríamos". Por otro lado, los musulmanes todavía esperaban evitar una batalla campal y continuaron la marcha hacia Badr.
El 11 de marzo, los dos ejércitos estaban a un día de marcha de Badr y varios guerreros musulmanes (incluyendo, según algunas fuentes, a Ali), que se habían adelantado, capturaron dos aguadores mecanos en las fuentes de Badr. Si bien los musulmanes esperaban que vinieran con la caravana, se horrorizaron al oírles decir que estaban con la fuerza principal del ejército Qurayshi. Algunas tradiciones también dicen que, habiendo oído los nombres de todos los nobles Qurayshi que acompañaban al ejército, Mahoma exclamó que "La Meca ha lanzado contra vosotros los mejores bocados de su hígado". Al día siguiente, Mahoma ordenó una marcha forzada a Badr y llegaron antes que los mecanos.
Las fuentes de Badr se encontraban en una suave pendiente de la ladera oriental del valle Yalyal, mientras que el lado occidental estaba cerrado por el cerro Aqanqal. Cuando el ejército musulmán llegó desde el este, Mahoma eligió en un principio la primera fuente que encontró para desplegar su ejército. Hubab ibn al-Muhdir, sin embargo, le preguntó si esa elección fue una instrucción divina o la propia opinión de Mahoma; cuando éste respondió que lo segundo, sugirió a los musulmanes ocupar la fuente más cercana al ejército Qurayshi y bloquear las demás. Según Táriq Ramadán, esto demuestra que Mahoma no era un líder autocrático y permitía a sus líderes contradecirle sin considerar esto como una falta de respeto.

### El plan de La Meca
Por el contrario, poco se sabe acerca de los avances del ejército qurayshi desde que salió de La Meca hasta su llegada a las afueras de Badr, pero varias cosas merecen ser destacadas: aunque muchos ejércitos árabes llevaban consigo a sus mujeres e hijos durante las campañas, tanto para motivar como para cuidar a los hombres, el ejército de La Meca no lo hizo así. Además, los Qurayshíes, aparentemente hicieron poco o ningún esfuerzo para contactar con las tribus aliadas que se habían dispersado por todo el Hiyaz. Ambos hechos sugieren que los Qurayshi carecían de tiempo para preparar adecuadamente una campaña en su afán de proteger la caravana. Además se cree que, puesto que sabían que superaban en número de tres a uno a los musulmanes, esperaban una victoria fácil.
Cuando los Qurayshi llegaron a Juhfah, justo al sur de Badr, recibieron un mensaje de Abu Sufyan diciéndoles que la caravana estaba a salvo detrás de ellos y que, por tanto, podían volver a La Meca. En este punto, según Karen Armstrong, una lucha de poder estalló en el ejército de La Meca: Abu Yahl quería continuar pero varios de los clanes presentes, incluyendo los Banu Zuhrah y Banu Adi, se fueron a casa. Armstrong sugiere que pudieron haberse preocupado por el poder que Abu Yahl obtendría al aplastar a los musulmanes. Un contingente de los Banu Háshim, reacios a luchar contra los miembros de su propio clan, también se fue con ellos. A pesar de estar pérdidas, Abu Yahl estaba determinado a luchar, jactándose "No volveremos hasta que hayamos estado en Badr". Durante este periodo, Abu Sufyán y otros hombres de la caravana se unieron al ejército principal.

### El día de la batalla

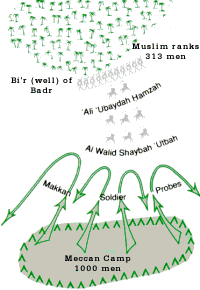
Esquema del desarrollo de la batalla.

En la medianoche del 13 de marzo, los Qurayshíes levantaron el campamento y se dirigieron hacia el valle de Badr. El día anterior había llovido y tuvieron que esforzarse para mover sus caballos y camellos por la colina de Aqanqal. Tras descender de la misma, los mecanos establecieron otro campamento en el interior del valle, y mientras descansaban enviaron un explorador, Umair Ibn Wahb, para reconocer las líneas musulmanas. Umair informó que el ejército de Mahoma era pequeño y que no había más refuerzos musulmanes que pudieran unirse a la batalla, pero también predijo un número muy elevado de víctimas entre los Qusayshíes en caso de ataque (un hadiz se refiere a él viendo "los camellos de Medina cargados con una muerte segura"). Esto desmoralizó aún más a los Quraysh, debido a que tradicionalmente en las batallas árabes se producían pocas bajas, y comenzaron de nuevo las discusiones entre los líderes qurayshíes. Sin embargo, de acuerdo a las tradiciones árabes, Amr Ibn Hisham anuló la disidencia restante apelando al sentido del honor de los Qurayshíes y exigiendo que cumplieran su venganza de sangre.
La batalla comenzó con campeones de ambos ejércitos emergiendo para entrar en combate; tres de los Ansar salieron desde las filas musulmanas, siendo gritados por los mecanos, que estaban nerviosos por iniciar cualquier enfrentamiento innecesario y solo querían luchar contra los musulmanes. Así que Hamza se adelantó y pidió a Ubayda y Ali que se unieran a él. Los mecanos enviaron a sus campeones a un combate cuerpo a cuerpo, de tres en tres. Hamza mató a su oponente Utba, Ali mató a su oponente Walid ibn Utba y Ubayda fue primero herido por Shayba, su oponente, pero luego acabó con él. Por tanto, se trató del tradicional combate de 3 contra 3, resultando victorioso para los musulmanes.
Entonces ambos ejércitos comenzaron a lanzarse flechas el uno al otro y unos pocos musulmanes y un número desconocido de Qurayshíes resultaron muertos. Antes de que el ataque real comenzase, Mahoma había dado órdenes a los musulmanes de atacar con sus armas a distancia y solo enfrentarse a los mecanos con armas de cuerpo a cuerpo cuando ellos avanzasen. Entonces dio la orden de cargar, arrojando un puñado de guijarros a los mecanos, en lo que probablemente era un gesto tradicional árabe, mientras gritaban «Desfiguremos esas caras!». El ejército musulmán gritaba «Ya mansur amit!» (¡Oh tú a quien Dios ha hecho victorioso, mata!) y atacaron las líneas qurayshíes. Los mequíes, sin fuerza y poco entusiastas con la lucha, pronto se separaron y huyeron. La batalla en sí solo duró unas horas y fue por la tarde. El Corán describe la fuerza del ataque musulmán en muchos versos, en los que se refiere a miles de ángeles descendiendo del cielo en Badr para aterrorizar a los Quraysh. Cabe señalar que las primeras fuentes musulmanas lo tienen en cuenta literalmente, y hay varios hadices donde Mahoma habla sobre el Arcángel Gabriel y el papel que desempeñó en la batalla.

## Consecuencias

### Víctimas y prisioneros
Al-Bukhari lista las pérdidas mecanas en setenta muertos y setenta capturados. Esto sería el 15-16 % del ejército qurayshí, a menos que el número real de tropas mequíes presentes en Badr fuera significativamente menor, en cuyo caso el porcentaje de tropas perdidas habría sido más alto. Sin embargo, Ali solo contó 18 entre los mecanos muertos. Respecto a las pérdidas musulmanas, comúnmente son mencionados catorce muertos, cerca del 4 % de sus fuerzas. Las fuentes no indican el número de heridos de ambas partes.
Durante el transcurso de la lucha, los musulmanes tomaron una serie de prisioneros mecanos Quraysh cuyo destino provocó una controversia inmediata en las filas musulmanas. El temor inicial era que el ejército mecano pudiera replegarse y que los musulmanes no pudieran prescindir de ningún hombre para proteger a los prisioneros. Saíd y Úmar se mostraron a favor de acabar con los prisioneros pero Abu Bakr abogó por la clemencia. Finalmente, Mahoma se decantó del lado de este último y la mayoría de los prisioneros se salvaron, ya sea por las relaciones del clan (uno era yerno de Mahoma), el deseo del rescate o la esperanza de que más tarde se convirtieran al islam (de hecho, varios lo hicieron más tarde). Al menos dos mecanos de alto rango, Amr ibn Hisham y Umáyyah, fueron ejecutados después de la batalla, y otros dos Quraysh, que habían arrojado un cubo de excrementos de oveja sobre Mahoma durante sus días en La Meca, también murieron durante el regreso a Medina. En el caso de Umáyyah, su antiguo esclavo Bilal estaba tan decidido a matarle que incluso sus compañeros apuñalaron a uno de los musulmanes que custodiaban a Umáyyah.
Poco antes de dejar Badr, Mahoma también dio la orden de que veinte de los Qurayshíes muertos fueran enterrados en las fuentes de Badr. Múltiples hadices se refieren a este incidente, que aparentemente era una de las principales causas de indignación entre los Qurayshíes de La Meca. Poco después, varios musulmanes, que habían sido capturados recientemente por los aliados de los mecanos, fueron llevados a La Meca y ejecutados en venganza por la derrota.
De acuerdo con la enemistad tradicional, similar a la Ley de Sangre, cualquier mequí relacionado con los muertos en Badr se sentiría obligado a tomar venganza contra los miembros de la tribu que había matado a sus familiares. En el lado musulmán, también hubo un fuerte deseo de venganza, pues habían sido perseguidos y torturados por los mequíes qurayshíes durante años. Sin embargo, tras las ejecuciones iniciales, los prisioneros supervivientes fueron alojados con familias musulmanas en Medina y bien tratados, como parientes.

### Trascendencia
La batalla de Badr fue muy influyente en el ascenso de dos hombres que determinarían el curso de la historia en la península arábiga en el siguiente siglo. El primero fue Mahoma, que se transformó de un paria mequí a un importante líder. Marshall Hodgson añade que Badr obligó a los otros árabes a «ver a los musulmanes como rivales y herederos potenciales del prestigio y el papel político de los Quraysh.» La victoria en Badr también permitió a Mahoma consolidar su posición en Medina. Poco después expulsó a los Banu Qaynuqa, una de las tribus judías de Medina que había amenazado su posición política y que había asaltado a una mujer musulmana, lo que dio lugar a su expulsión por violar el tratado de paz. Al mismo tiempo, Abd-Allah ibn Ubayy, principal oponente de Mahoma en Medina, encontró su propia posición seriamente debilitada. De ahora en adelante, solo sería capaz de llevar a cabo desafíos limitados a Mahoma.
El otro gran beneficiario de la batalla de Badr fue Abu Sufyán. La muerte de Amr ibn Háshim, así como muchos otros nobles qurayshíes, le dio la oportunidad, casi por defecto, de convertirse en jefe de los Qurayshíes. Como resultado, cuando Mahoma marchó hacia La Meca seis años después, fue Abu Sufyán quien ayudó a negociar su rendición pacífica. Posteriormente se convirtió en un funcionario de alto rango en el Califato Ortodoxo, y más tarde su hijo Muawiya llegaría a fundar el Califato Omeya.
Días después de haber luchado en Badr, llegó a ser tan significativo que Ibn Ishaq incluyó una lista completa de nombres del ejército musulmán en su biografía de Mahoma. En muchos hadices, las personas que lucharon en Badr se identifican como tales como una formalidad y es posible que incluso recibieran un estipendio en años posteriores. La muerte del último de los veteranos de Badr se produjo durante la Primera Guerra Civil Islámica.
Como Paul K. Davis resume, «la victoria de Mahoma confirmó su autoridad como líder del Islam; impresionando a las tribus locales que se unieron a él, la expansión del Islam comenzó.»